# Triglochin milnei
Triglochin milnei är en sältingväxtart som beskrevs av H.Horn. Triglochin milnei ingår i släktet sältingar, och familjen sältingväxter. Inga underarter finns listade.